# Lochnitsa
Lochnitsa (vitryska: Лохніца) är ett vattendrag i Belarus. Det ligger i den centrala delen av landet, 250 km söder om huvudstaden Minsk.